# Gérald de Palmas
Gérald de Palmas, ook bekend als De Palmas, (Saint-Denis, 14 oktober 1967) is een Franse singer-songwriter.

## Biografie
Gérald de Palmas werd geboren in Réunion. Zijn vader was een landmeter uit Bretagne en zijn moeder was een lerares Frans uit Réunion. Op 10-jarige leeftijd verliet het gezin van De Palmas Réunion om in Aix-en-Provence te gaan wonen. Op 13-jarige leeftijd ontdekte hij skamuziek en werd hij fan van de Britse band The Specials. Toen ontmoette hij Étienne Daho en vormde samen met hem, Edith Fambuena en Jean-Louis Pierot een groep genaamd Les Max Valentin. Ze brachten in 1987 de single 'Les Maux Dits' uit, maar De Palmas voelde zich niet op zijn gemak bij deze groep en ging solo. Na zeven jaar solo schrijven en zingen won Da Palmas een talentenjacht op het Franse tv-netwerk M6.
De Palmas zijn debuutalbum La dernière année kwam in 1994 uit, met daarop het nummer Sur la route, waarmee hij voor het eerst een hit scoorde in Frankrijk. Zijn tweede album Les lois de la nature was echter een stuk minder succesvol, doordat zijn stijl op dit album een andere kant opging dan op zijn vorige. De Palmas zat hierdoor twee jaar lang in een dip, totdat Jean-Jacques Goldman hem in 2000 eruit hielp door een liedje voor hem te schrijven, getiteld J'en rêve encore. Hiermee had De Palmas weer een hit te pakken, wat hem ook weer zelfvertrouwen gaf. Ook het volgende album Marcher dans le sable was een groot succes, net als de singles Une seule vie (marcher dans le sable), Tomber en Regarde-moi bien en face.
In 2002 wist De Palmas Victoires de la musique en de NRJ Music Awards te winnen. Ook zijn vierde album Un homme sans racines (2004) werd een hit. In 2009 verscheen zijn vijfde studioalbum Sortir, met daarop de singles Au bord de l’eau, Dans une larme en Mon cœur ne bat plus.
Zijn zesde studioalbum De Palmas verscheen in 2013, de single Jenny werd een klein hitje. In 2016 volgde het album La Beauté du geste, met de singles Il faut qu'on s'batte en Le jour de nos fiançailles.
Op 10 oktober 2023 kondigde hij aan dat er weer een nieuw album aankomt, maar ook dat hij ging stoppen met concerten en promoties. Dit vanwege stemproblemen.

## Hitnoteringen
| Album met hitnotering(en) in de Vlaamse Ultratop 200 albums | Datum van verschijnen | Datum van binnenkomst | Hoogste positie | Aantal weken | Opmerkingen |
| ----------------------------------------------------------- | --------------------- | --------------------- | --------------- | ------------ | ----------- |
| De Palmas                                                   | 2013                  | 23-11-2013            | 154             | 1            |             |